# Arthur Dreyer
Arthur Dreyer (* 21. April 1870 in Bielefeld; † 24. Februar 1943 im Ghetto Theresienstadt) war ein deutscher Orthopäde und NS-Opfer.

## Leben

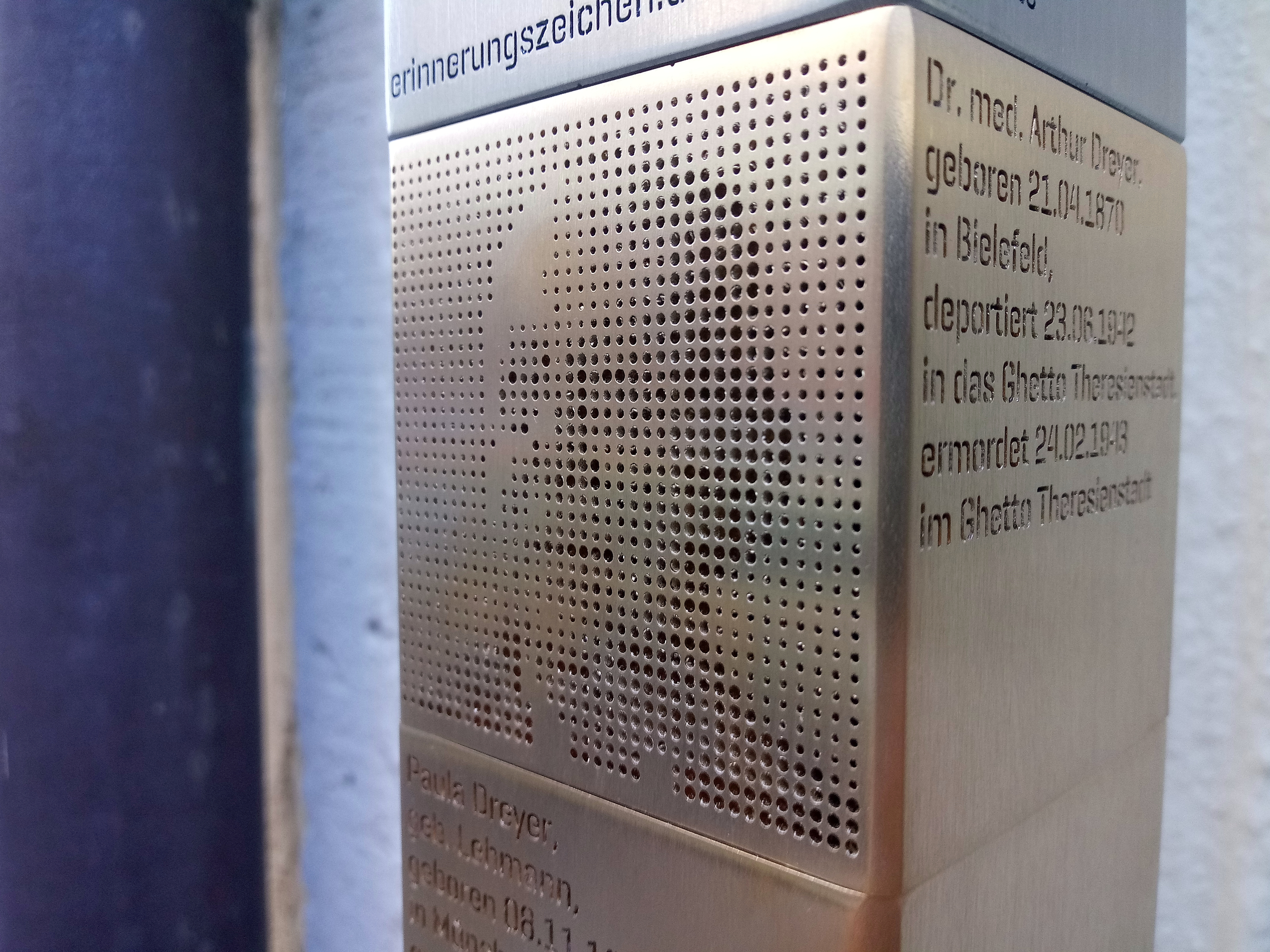
Erinnerungszeichen an Dr. Arthur Dreyer

Arthur Dreyer stammte aus einer jüdischen Bankiersfamilie aus Bielefeld und hatte drei Geschwister. Mit sechs Jahren wurde er von seinen Eltern in ein Internat verbracht, wo er 1888 das Abitur ablegte. Nach dem Abitur studierte Dreyer Medizin in Marburg, Greifswald, Berlin, München und Göttingen, wo er 1894 promovierte und seine Approbation erhielt. Dreyer arbeitete zunächst als Assistenzarzt 2. Klasse für das Reserveregiment in München. Im November 1895 heuerte er als Schiffsarzt auf der Hamburg-Amerika-Linie an. Nach seiner Rückkehr im März 1896 arbeitete er bis 1907 als Oberarzt im neu erbauten Lazarett des Infanterieregiments München, dem heutigen Deutschen Herzzentrum in der Lazarettstraße. Im November 1896 eröffnete Dreyer im Hintergebäude der Karlstraße 45 eine „medico-mechanische Privatheilanstalt und Genesungshaus für Unfallverletzte“ nach den Lehren des schwedischen Arztes und Physiotherapeuten Gustav Zander. Im Oktober 1898 heiratete Dreyer die Münchnerin Paula Julie Lehmann. Am 18. November 1900 kam ihre Tochter Mathilde Elsa zur Welt. Am 15. September 1915 zog Dreyer mit seiner Familie in die Nymphenburger Straße 20, wo er zusätzlich zu seiner Klinik eine Praxis zur ambulanten Behandlung betrieb.
Nur wenige Monate nach der „Machtergreifung“ der Nationalsozialisten musste Arthur Dreyer am 5. Oktober 1933 seine Privatheilanstalt schließen. Am 1. Oktober 1934 zog das Ehepaar in die Johann-von-Werth-Straße 2. Seine orthopädische Praxis musste er am 20. Mai 1936 schließen und bezog anschließend von der Versicherungskammer München eine monatliche Rente in Höhe von 212 Reichsmark. Hier lernte Dreyer den Kaufmann Hanns Ebner kennen, der die Familie trotz Anfeindungen mit Lebensmitteln unterstützte. Bereits Tage vor den Novemberpogromen 1938 durchsuchten Gestapo-Beamte die Wohnung der Dreyers und stahlen dabei deren wertvolle Briefmarkensammlung, Tafelsilber sowie Gold- und Silberschmuck. Wenig später musste das Ehepaar die sogenannte „Judenvermögensabgabe“ entrichten, die alle Jüdinnen und Juden zur Begleichung der während des Pogroms entstandenen Schäden leisten mussten. Im Sommer 1940 wurde dem Ehepaar Dreyer die Wohnung gekündigt und es musste in ein Zimmer in der Pension Patricia in der Goethestraße 54 umziehen. Sie versteigerten viele ihrer Möbel weit unter Wert, darunter ihre wertvolle Speisezimmereinrichtung für 300 Reichsmark. Als Arthur Dreyer vergaß, den Kauferlös beim Finanzamt anzugeben, erhielt er eine Strafe in Höhe von 6.000 Reichsmark. Zusätzlich zog die Behörde die 300 Reichsmark von seinem seit Anfang 1939 gesperrten Konto ein. Seine Frau Paula verstarb nach einer Operation am 27. November 1940 und wurde auf dem Neuen Israelitischen Friedhof in München bestattet. Anfang Dezember 1941 musste Dreyer in das „Judenlager Milbertshofen“ an der Knorrstraße 148 umziehen. Er hatte sich Gift mitgenommen, um einer drohenden Deportation und Ermordung zu entgehen, nahm dieses jedoch nicht ein. Am 24. Juni 1942 wurde Dreyer mit Transport II/8, nr. 362 in das Ghetto Theresienstadt deportiert, wo er aufgrund der katastrophalen Haftbedingungen am 24. Februar 1943 verstarb. Im Totenschein wurde „Herzmuskelentartung“ als Todesursache angegeben.
Am 2. Juli 1940 hatte Dreyer in seinem Testament verfügt, dass seine Haushaltshilfe Lina Schmidt nach seinem Tod 10.000 Reichsmark erhalten sollte. Lina Schmidt übergab das Testament im Mai 1944 den Behörden. Im August 1944 bekam sie das Erbe zugesprochen und erhielt daraus im Januar 1945 3.000 Reichsmark. Ob sie auch das restliche Geld aus dem Erbe bekam, ist unbekannt.

## Weiteres Schicksal der Familie
Die Tochter Mathilde Dreyer heiratete 1923 den Journalisten Sally (Salomon) Grünebaum und zog mit ihm nach Heidelberg, wo 1925 die Zwillinge Elisabeth und Gertrud geboren wurden. 1928 wurde Grünebaum in Karlsruhe Redakteur für Politik und Feuilleton der sozialdemokratischen Zeitung „Volksfreund“. In den ersten Wochen nach der „Machtergreifung“ verurteilte ein Gericht Sally Grünebaum zu einer Gefängnisstrafe, weil er den badischen NSDAP-Politiker und späteren Gauleiter von Baden, Robert Wagner, im „Volksfreund“ heftig angegriffen hatte. Am 16. Mai 1933 lieferte ihn die Polizei mit weiteren Sozialdemokraten in das zum Konzentrationslager umfunktionierte Gefängnis Kislau ein. Am 18. Oktober 1933 wurde er unter der Bedingung entlassen, sofort das Land zu verlassen. Wenige Tage später verließen Mathilde und Sally Grünebaum Deutschland ohne ihre Kinder und emigrierten nach Palästina; 1934 folgten ihnen die Zwillinge. Am 28. Oktober 1938 verstarb Mathilde Grünebaum in Tel Aviv an Krebs. Die Töchter Gertrud und Elisabeth Grünebaum schlossen sich während des Krieges den britischen Streitkräften an. Gertrud wurde Mitglied der Frauenabteilung Auxiliary Territorial Service (ATS), Elisabeth arbeitete als Helferin der Women’s Auxiliary Air Force (WAAF). Am 25. März 1948 verstarb Sally Grünebaum während einer Augenoperation in Folge einer Gehirnblutung. Seine Töchter wanderten kurz darauf in die USA aus.

## Gedenken
Am 24. Oktober 2022 wurde von der Stadt München vor dem Wohnsitz des Ehepaares in der Johann-von-Werth-Str. 2 in München-Neuhausen ein Erinnerungszeichen eingeweiht.